# Улица Дурова (Москва)
У́лица Ду́рова — улица в центре Москвы в Мещанском районе Центрального административного округа между Суворовской площадью и проспектом Мира. На улице находится знаменитый театр зверей «Уголок дедушки Дурова».

## Происхождение названия
Названа в 1927 году в честь В. Л. Дурова (1863—1934) — родоначальника (вместе с братом Анатолием) династии дрессировщиков животных, жившего на улице и открывшего в своём доме живой уголок, названный позже «Уголком Дурова». Первоначально улица называлась Божедомка (участок от современной улицы Щепкина до Проспекта Мира носил название Маслеников переулок), затем (с возникновением Новой Божедомки, ныне улица Достоевского) — Старая Божедомка. Название происходит от места, куда свозили тела умерших бродяг и утопленников и оставляли до весны для последующего захоронения. Например, существовала церковь Воздвижения Честного Креста, «что на Убогих домах» (XVIII век).

## История
Незадолго до революции Владимир Леонидович Дуров приобрёл на улице Божедомка большой дом, где поместились животные и где он мог проводить с ними психологические опыты и дрессировку, и 8 января 1912 года открыл в своём доме театр живого уголка, который позже стал называться «Уголок Дурова». Революционная разруха заставила прекратить работу. Однако новая власть вскоре благосклонно отнеслась к «Уголку». В 1919 году там же был заново открыт «Уголок имени Дурова», однако научная работа больше не велась (см. ст. Дуров, Владимир Леонидович). Через много лет, в 1982 году «Уголок» был преобразован в «Театр зверей имени Дурова».

## Расположение

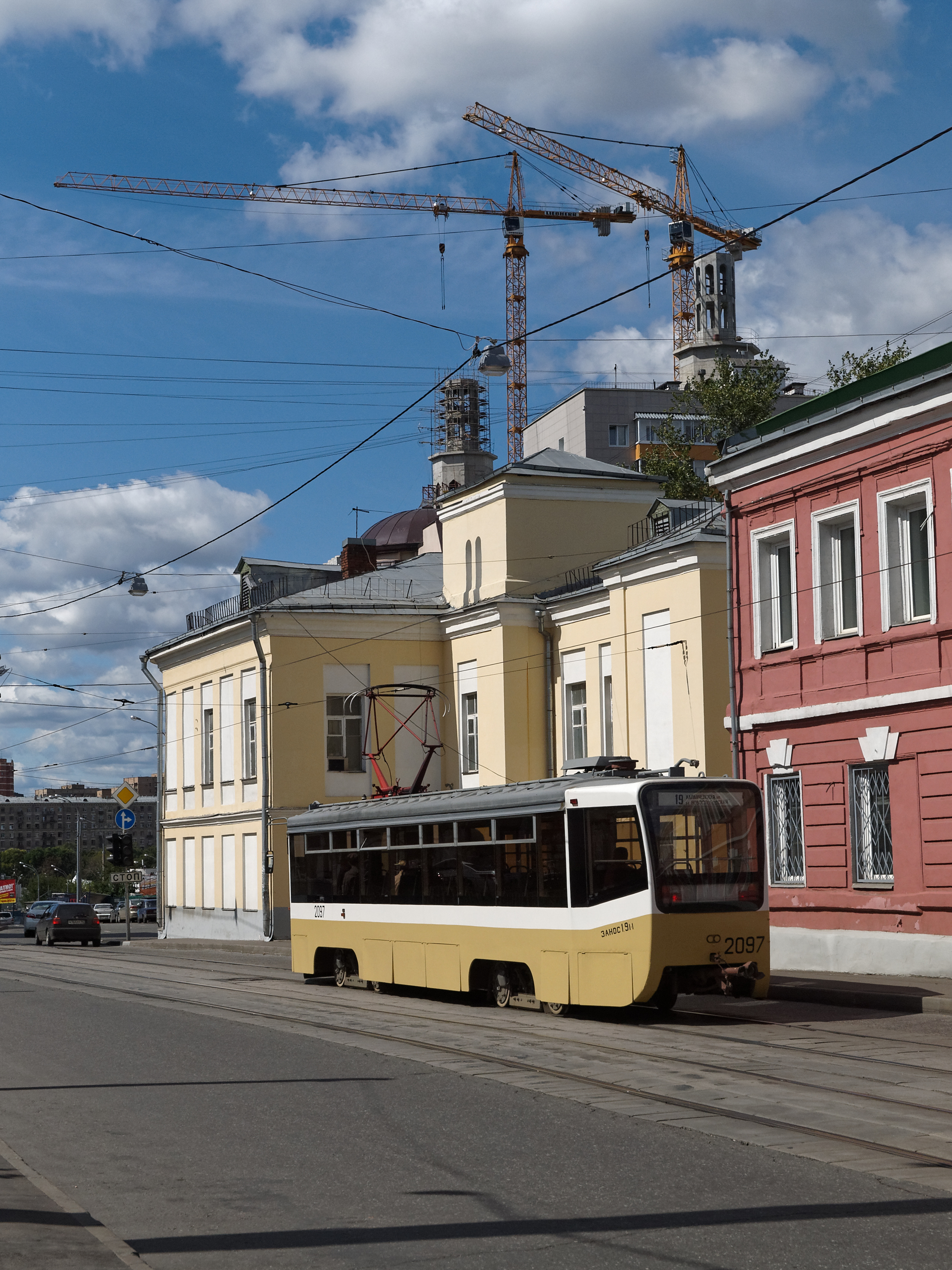
Улица Дурова между улицами Гиляровского и Щепкина.

Улица Дурова начинается от Суворовской площади, проходит на юго-восток, пересекает Делегатскую улицу справа и Самарский переулок слева, затем Олимпийский проспект, Выползов переулок (слева), Мещанскую улицу (справа), улицы Щепкина и Гиляровского и выходит на проспект Мира.

## Примечательные здания и сооружения
По нечётной стороне:

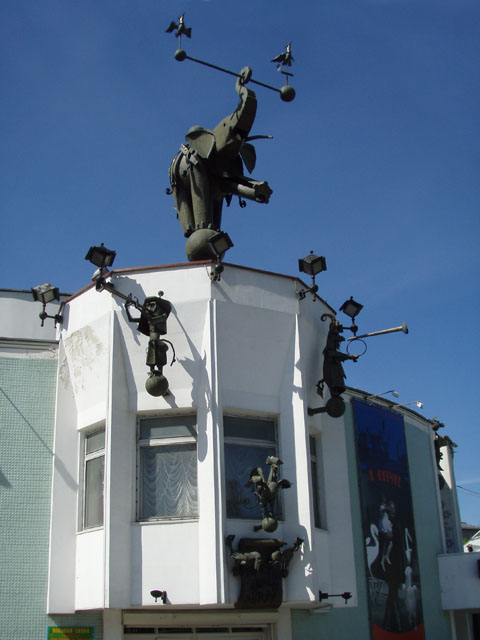
«Уголок дедушки Дурова» (№ 4)

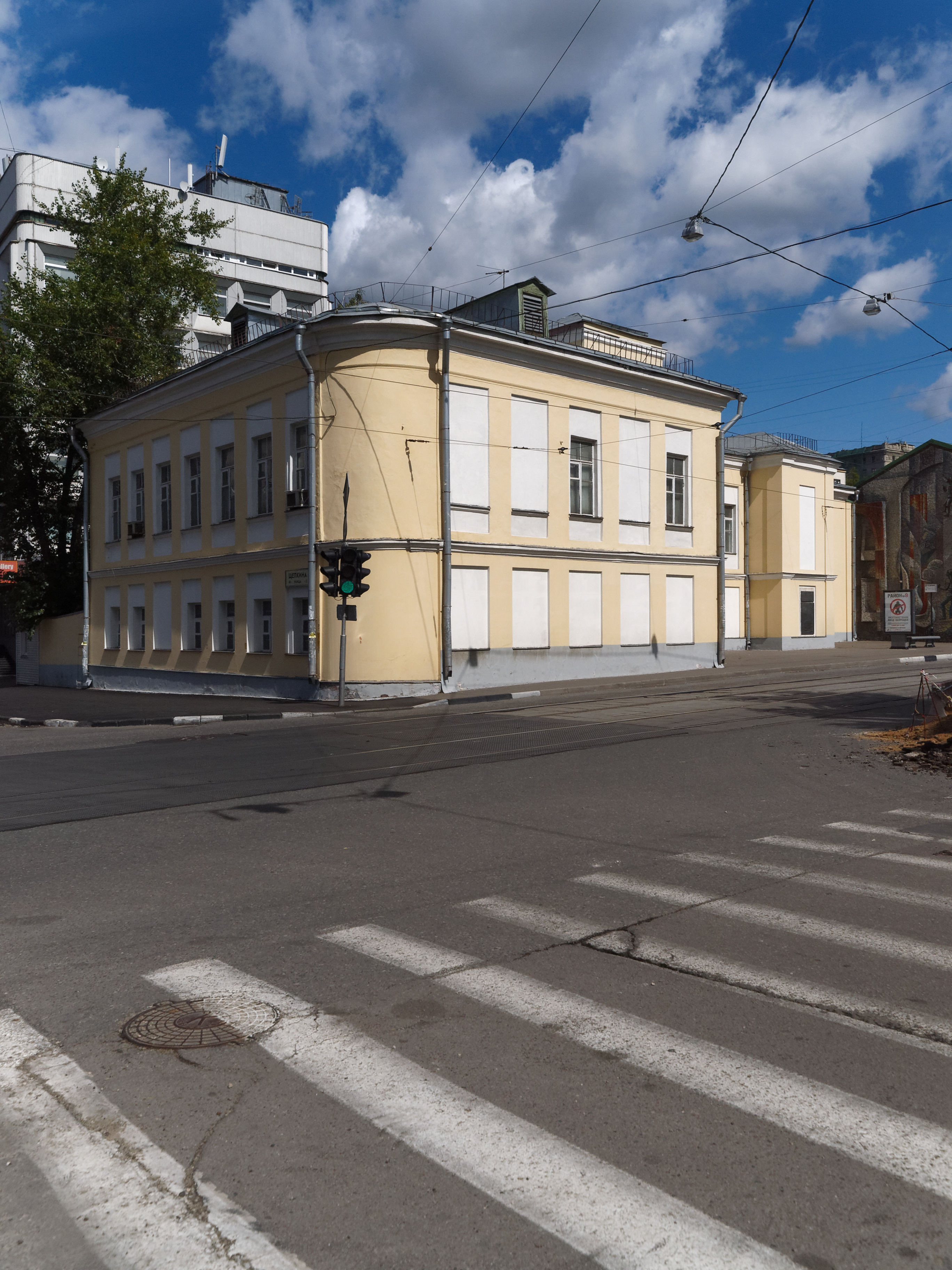
Выставочная экспозиция ГУ МЧС России по городу Москве (№ 49/34)

- № 3/13 — жилой дом. Здесь жили актёры Борис Хмельницкий[1], Мария Пастухова[2]. В здании размещается Федерация спортивного боулинга России;
- № 13/1 — Городская курьерская служба;
- № 49 — Здание Мещанской полицейской части (вторая половина XVIII века, 1838 год, архитектор Л. С. Томашевский), сейчас — Выставочная экспозиция ГУ МЧС России по городу Москве;

По чётной стороне:
- № 4 — театр Уголок дедушки Дурова; Музей дедушки Дурова (1911—1912, архитектор Н. Д. Поликарпов; новый корпус — 1980, архитекторы Г. Е. Саевич, Л. И. Горбунова, Т. Т. Лазаренко)
- № 26 — Клиническая больница № 63.

## Улица в искусстве
- Адрес «Божедомка, дом 7» фигурирует в советском фильме «Место встречи изменить нельзя» (1979).
- Улица «Старая Божедомка» фигурирует в повести «Детство на окраине» Л. Ф. Воронковой.
- В произведении М. А. Булгакова «Мастер и Маргарита» супруга Стёпы Лиходеева была найдена на Божедомке.
- В песне «Интеркосмос» группы НОМ («…Уголок Дурова…»).
- В песне «Конец первой части» Михаила Щербакова («…трамвай не тот же, что в Москве на Божедомке…»).